# Polyplax phloemydis
Polyplax phloemydis är en insektsart som beskrevs av Cuy 1982. Polyplax phloemydis ingår i släktet Polyplax och familjen ledlöss. Inga underarter finns listade i Catalogue of Life.